# Cedrelopsis trivalvis
Cedrelopsis trivalvis är en vinruteväxtart som beskrevs av André Leroy. Cedrelopsis trivalvis ingår i släktet Cedrelopsis och familjen vinruteväxter. Inga underarter finns listade i Catalogue of Life.